# چارلی برنز (بازیکن فوتبال)
چارلی برنز (انگلیسی: Charlie Burns؛ زادهٔ ۲۷ مهٔ ۱۹۹۵) بازیکن فوتبال اهل بریتانیا است.
از باشگاه‌هایی که در آن بازی کرده‌است می‌توان به باشگاه فوتبال ترورو سیتی، باشگاه فوتبال میلتون کینز دونز، و باشگاه فوتبال هیز و یدینگ یونایتد اشاره کرد.